# Albert Savarus (Film)
Albert Savarus ist ein französischer Fernsehfilm von Alexandre Astruc aus dem Jahr 1993 nach dem gleichnamigen Roman von Honoré de Balzac.

## Inhalt
Rosalie de Watteville stammt aus einer der dominierenden Familien in Besançon. Ihre Mutter ist dabei, für sie einen passenden Heiratskandidaten zu finden. Wunschkandidat ist Amédé de Soulas, ein Dandy, dessen Oberflächlichkeit Rosalie abstößt. Bei einem Abendessen spricht der Abbé de Grancey von einem Anwalt, Albert Savarus, der seit kurzem in die Nachbarschaft zugezogen ist.
Der attraktive und gut aussehende Mann beginnt Rosalie zu interessieren, und sie beobachtet ihn vom Gartenpavillon im Park ihres Elternhauses. Savarus schreibt Geschichten in einer lokalen Zeitschrift, die Rosalie aufmerksam liest. In einer Geschichte geht es um die Liebe zwischen einem jungen Engländer und einer italienischen Prinzessin, die mit einem alten Mann verheiratet ist. Rosalie kommt der Verdacht, dass Savarus hier aus seinem eigenen Leben erzählt. Voll Eifersucht beginnt sie, Savarus auszuspionieren, beschafft sich über ein Dienstmädchen seine Briefe, und sie findet Liebesbriefe an Francesca d’Argaiolo. Da verschwindet Savarus, der gerade für ein politisches Amt kandidiert, plötzlich aus der Stadt, ohne Begründung. Niemand weiß, wo er sich befindet. Als Rosalies Vater stirbt, bleiben Mutter und Tochter in finanziell prekären Verhältnissen zurück. Rosalies Mutter heiratet schließlich selbst Amédé de Soulas.
Rosalie kann sich mit dem Verschwinden von Savarus nicht abfinden und bittet den Abbé, nach ihm zu suchen. Dabei gesteht sie dem Abbé, dass sie Francescas Briefe an Savarus unterschlagen hat, sogar Briefe gefälscht hat, in denen Savarus Francesca von einer geplanten Ehe mit Rosalie unterrichtet. Sie erfährt, dass Savarus jetzt zurückgezogen in einem Kloster lebt. Voller Reue macht sie sich auf den Weg zu Francesca. Bei der Bootsfahrt über den See explodiert der Motor, Rosalie wird schwer verletzt und überlebt mit einem entstellten Gesicht.

## Produktion und Veröffentlichung
Produziert wurde der Film in Cooperation von Centre National du Cinéma, CFC Compagnie Française Cinématographique, La Sept (Arte France) und Les Films Auramax. Das Budget belief sich auf £2 000 000.
Das Drehbuch zum Film verfasste Regisseur Alexandre Astruc, der sich eng an die Romanvorlage hält. Der gleichnamige Roman von Honoré de Balzac wurde 1842 im Feuilleton von Le Siècle veröffentlicht und ist im selben Jahr in der Reihe Scènes de la vie privée innerhalb der Comédie humaine publiziert worden.
Gefilmt wurde u. a. in Besançon. Die Kostüme entwarf Piero Tosi, das Setdesign Mario Garbuglia.
Premiere in Frankreich war am 30. Januar 1993 auf France 3. Die Lauflänge des Films beträgt 98 Minuten, die deutsche Fernsehfassung wurde auf nur 61 Minuten zusammengestrichen.

## Kritik
Das niederländische Filmportal VPro Cinema gibt dem Film vier von fünf Sternen, lobt die Kamera von Jean-Jacques Rochut und das „zauberhafte Spiel“ der Akteure.